# Sky Costanera
Sky Costanera é um miradouro e uma atração turística localizada nos andares 61 e 62 da Gran Torre Santiago, em Santiago, Chile. Foi inaugurado em 11 de agosto de 2015 e é o mirante mais alto da América do Sul.

## Características
O olhador possui uma plataforma de observação envidraçada no 61º andar e outra a céu aberto no 62º, acessível por escada rolante, permitindo ao público uma vista de 360° de Santiago.
Ambos os mirantes estão localizados a 253 e 261 metros de altura, respectivamente.
Os visitantes precisam adquirir um ingresso de acesso no saguão localizado no 5º andar do Cenco Costanera.